# SS Royal William
O SS Royal William foi um navio de passageiros canadense movido a vapor. Ele é considerado o primeiro navio a cruzar o Oceano Atlântico sem a utilização do vento .